# Letní olympijské hry 2020
Letní olympijské hry 2020, oficiálně Hry XXXII. olympiády (japonsky 第三十二回オリンピック競技大会), se konaly v japonském Tokiu. Slavnostní zahájení proběhlo 23. července 2021, zakončení se uskutečnilo 8. srpna 2021. Původně bylo slavnostní zahájení plánováno na 24. červenec 2020 a zakončení na 9. srpen 2020. Kvůli probíhající pandemii covidu-19 se v březnu 2020 japonský předseda vlády dohodl s prezidentem Mezinárodního olympijského výboru na přesunu her na rok 2021. Přestože se konaly v roce 2021, podržely si v názvu z marketingových důvodů a kvůli obchodní značce rok 2020. Bylo to poprvé, co byly olympijské hry odloženy, nikoli zrušeny.
Město Tokio se stalo pátým městem v historii, kde se hry konaly již podruhé. Připojilo se tak k Athénám, Paříži, Londýnu a Los Angeles. Poprvé se zde letní olympijské hry konaly v roce 1964. Japonsko hostilo také Zimní olympijské hry v roce 1972 v Sapporu a v roce 1998 v Naganu.
Do programu her se vrátil baseball a softball, novými sporty byly sportovní lezení, karate, surfing a skateboarding.
V březnu 2021 rozhodl organizační výbor, že na olympijské hry nebudou kvůli probíhající pandemii covidu-19 smět zahraniční fanoušci. Později se rozhodlo, že hry proběhnou zcela bez diváků.

## Kandidátská města

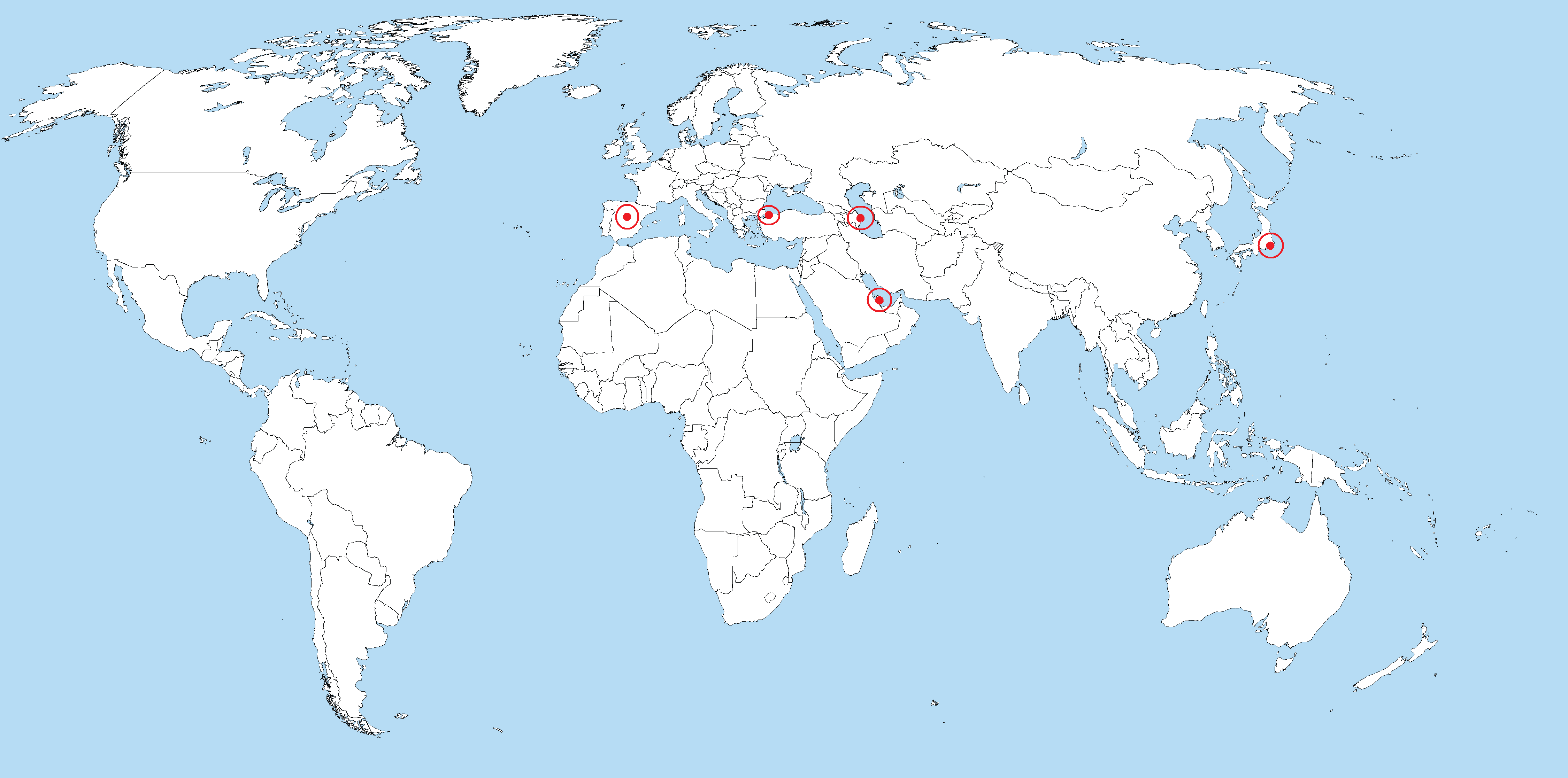
Mapa kandidátů pro Letní olympijské hry 2020

Města, která chtěla hostit Letní olympijské hry 2020, musela do 1. září 2011 podat kandidaturu. Kandidaturu podaly Tokio, Istanbul, Madrid, Řím, Dauhá a Baku. Řím kandidaturu stáhl poté, co nedostal finanční záruky italské vlády.
Kandidatury měst Baku a Dauhá nebyly povýšeny na oficiální kandidátský status.
Ke konečnému hlasování byl členům Mezinárodního olympijského výboru předložen seznam tří vybraných kandidátů, a to Tokio, Istanbul a Madrid. Členové výboru pak 7. září 2013 na 125. zasedání MOV v Buenos Aires zvolili pořadatelem Tokio. Toto město by tak mělo hostit olympijské hry už podruhé, poprvé to bylo při hrách v roce 1964.
Předem zamítnutí kandidáti
- Baku, Ázerbájdžán
- Dauhá, Katar

| Město    | Země      | 1. kolo | Rozstřel | 2. kolo |
| -------- | --------- | ------- | -------- | ------- |
| Tokio    | Japonsko  | 42      | –        | 60      |
| Istanbul | Turecko   | 26      | 49       | 36      |
| Madrid   | Španělsko | 26      | 45       | –       |

## Olympijská sportoviště

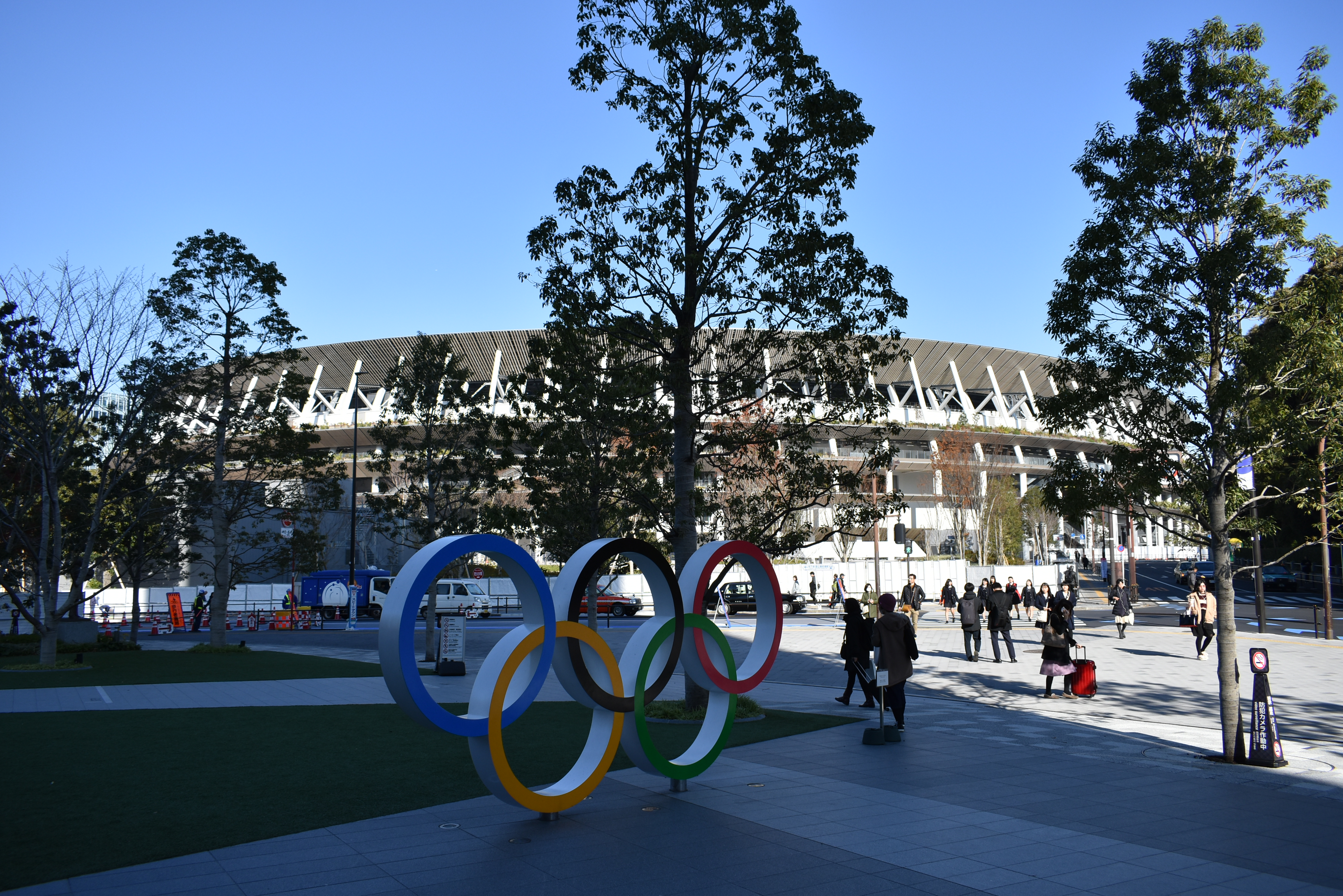
Olympijský stadión v Tokiu

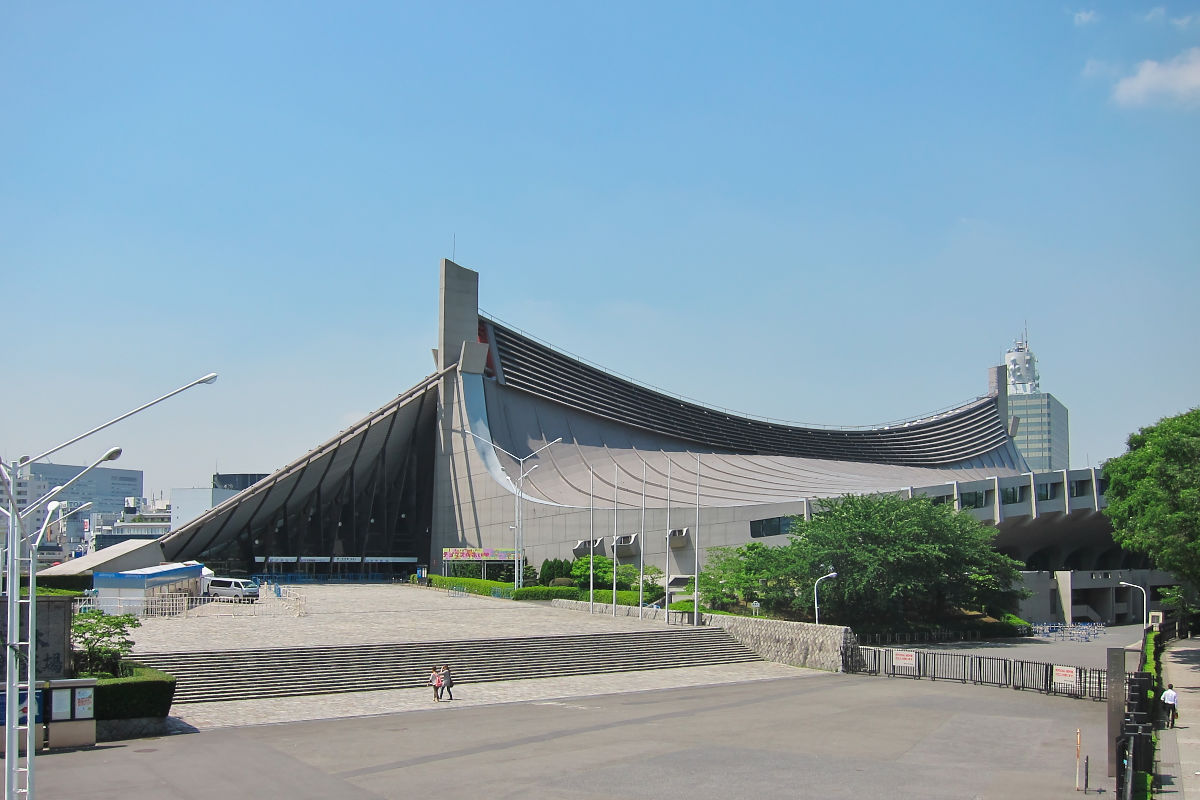
Kokuricu Jojogi kjógidžó

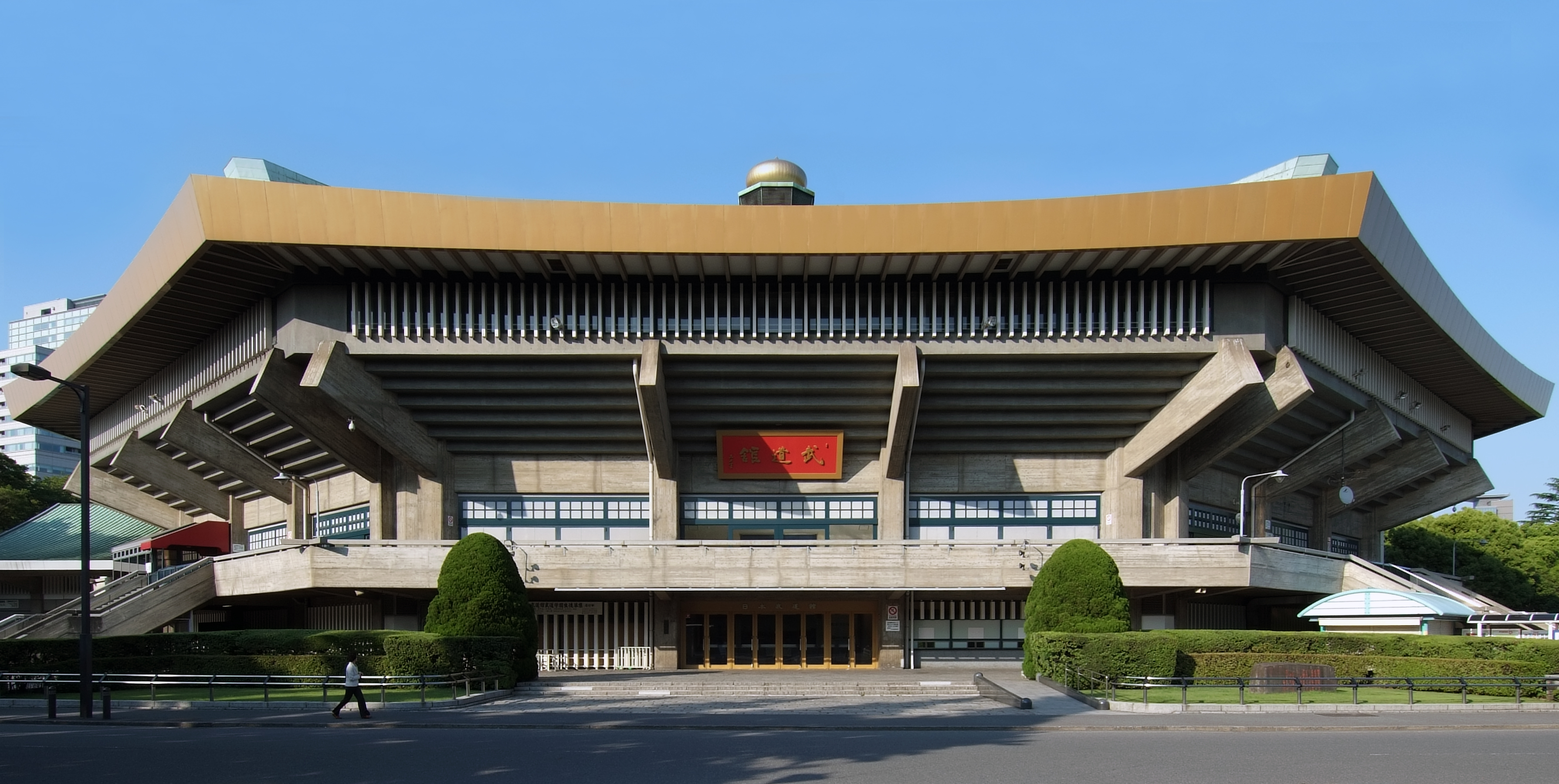
Nippon Budókan

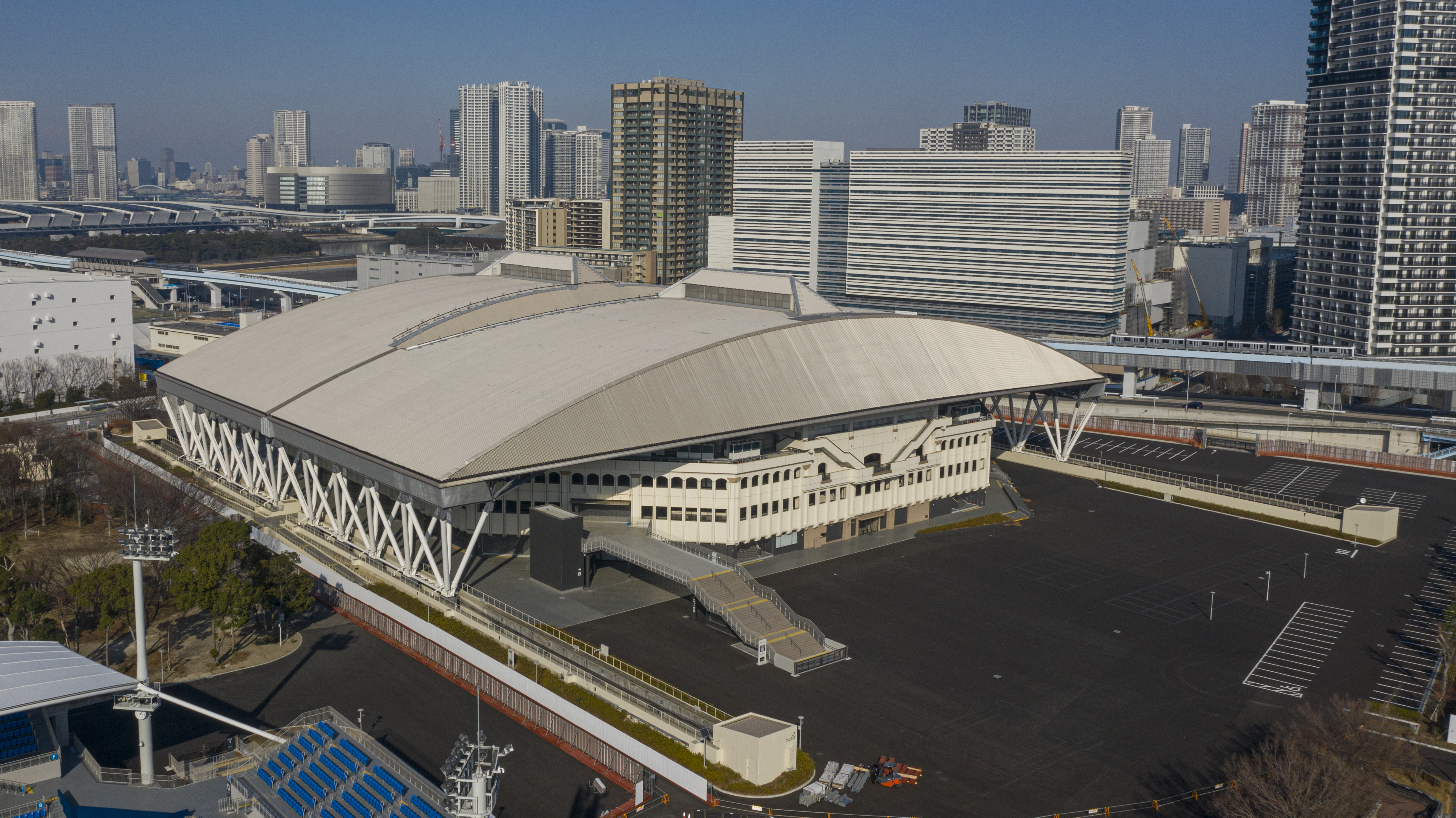
Ariake Coliseum

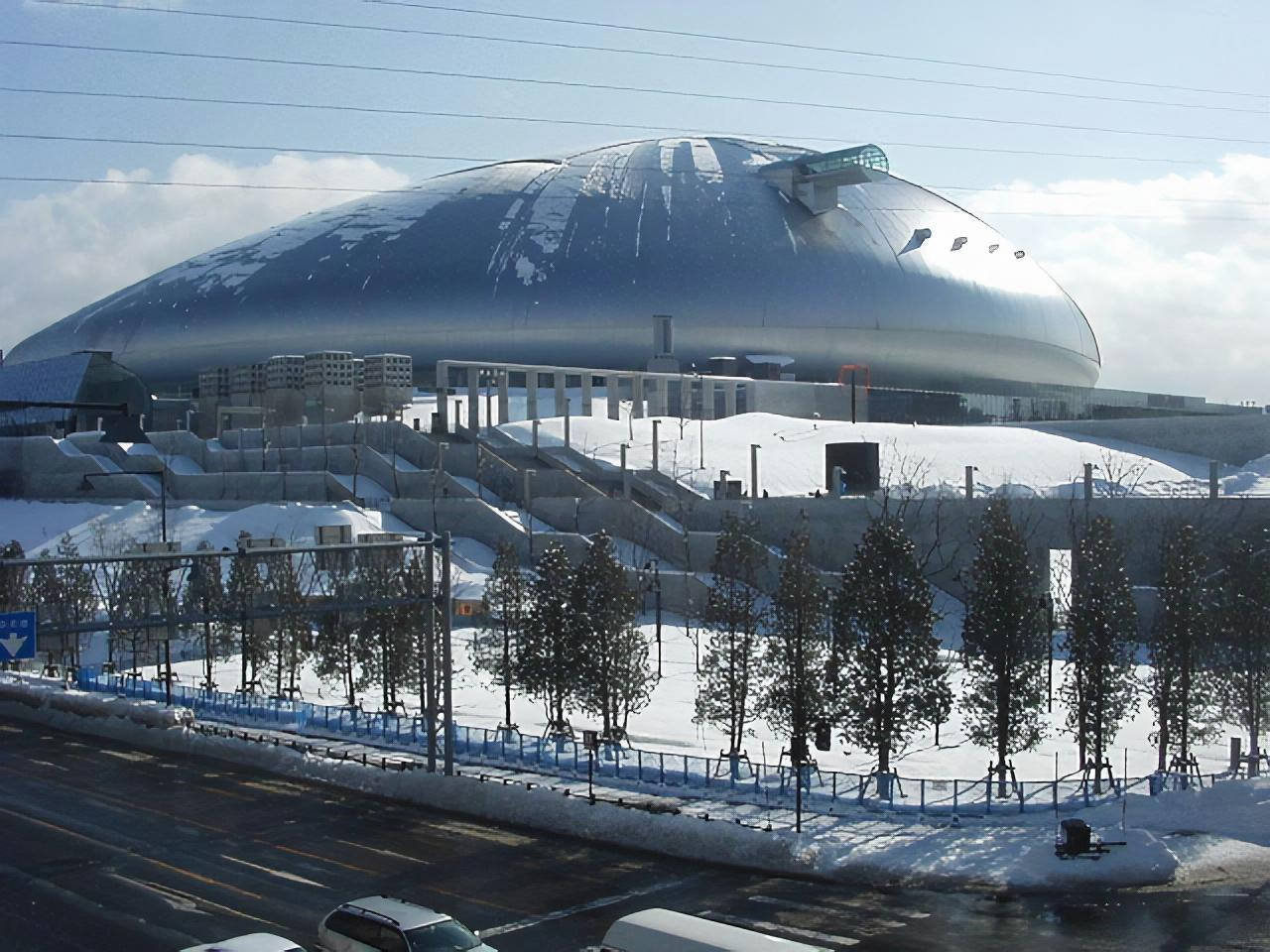
Sapporo Dome

### Památková zóna
- Olympijský stadión v Tokiu: slavnostní zahájení a zakončení LOH 2020, atletika, fotbal
- Kokuricu Jojogi kjógidžó [8] házená
- Tokyo Metropolitan Gymnasium [9] stolní tenis
- Nippon Budókan [10] judo, karate
- Tokyo International Forum [11] vzpírání, sportovní lezení
- Zahrady císařského paláce: atletika/maraton, chůze
- Kokugikan Arena [12] box

### Tokijský záliv
- Kasai Canoe Slalom Centre [13] kanoistika/(vodní slalom)
- Oi Hockey Stadium [14] pozemní hokej
- Tokyo Aquatics Centre [15] plavání, skoky do vody, synchronizované plavání
- Tatsumi Water Polo Centre [16] vodní pólo
- Dream Island Archery Field: lukostřelba, skateboarding
- Ariake Arena [17] volejbal
- Ariake Urban Sports Park [18] cyklistika/BMX
- Ariake Gymnastics Centre [19] sportovní gymnastika, moderní gymnastika, skoky na trampolíně
- Tenisový park Ariake: tenis
- Odaiba Marine Park [20] triatlon, plavání/maratón
- Shiokaze Park [21] plážový volejbal
- Sea Forest Cross-Country Course [22] jezdectví
- Sea Forest Waterway [23] veslování, (rychlostní kanoistika)

### Jiná dějiště
- Asaka Shooting Range [24] střelba
- Musashino Forest Sports Plaza [25] moderní pětiboj/šerm, badminton
- Ajinomoto Stadium: moderní pětiboj/plavání, šerm, běh, střelba; fotbal, ragby
- Kasumigaseki Country Club [26] golf
- Saitama Super Arena [27] basketbal
- Enošima: jachting, surfing
- Makuhari Messe Hall A [28] šerm, taekwondo
- Sea Forest Cross-Country Course [22] jezdectví/drezura, parkurové skákání
- Izu Velodrome: cyklistika/časovka
- Izu MTB Course [29] cyklistika/horská kola
- Yokohama Stadium: baseball, softball

### Fotbalové stadiony
- Nový národní stadion (kapacita 60 102): finále žen [30]
- Tokyo Stadium (kapacita 48 000) [31]
- Saitama Stadium 2002 (kapacita 62 000) [32]
- Nissan Stadium (kapacita 70 000) [33]
- Kashima Soccer Stadium (kapacita 42 000) [34]
- Miyagi Stadium (kapacita 48 000) [35]
- Sapporo Dome (kapacita 42 000) [36]

## Soutěže
Na hrách XXXII. olympiády proběhly soutěže ve 38 sportovních odvětvích. Novými sporty v programu olympijských her se staly karate, skateboarding, sportovní lezení, surfing a po 8 letech se do programu vrátily baseball a softball.

### Sporty
- Atletika
- Badminton
- Baseball
- Basketbal
- Box
- Cyklistika
- Fotbal
- Golf
- Gymnastika
(sportovní, moderní, trampolína)
- Házená
- Jachting
- Jezdectví
- Judo
- Kanoistika
- Karate
- Lukostřelba
- Moderní pětiboj
- Plavání
- Plážový volejbal
- Pozemní hokej
- Ragby
- Skateboarding
- Skoky do vody
- Softball
- Sportovní lezení
- Sportovní střelba
- Stolní tenis
- Surfing
- Synchronizované plavání
- Šerm
- Taekwondo
- Tenis
- Triatlon
- Veslování
- Vodní pólo
- Volejbal
- Vzpírání
- Zápas

### Nové sporty

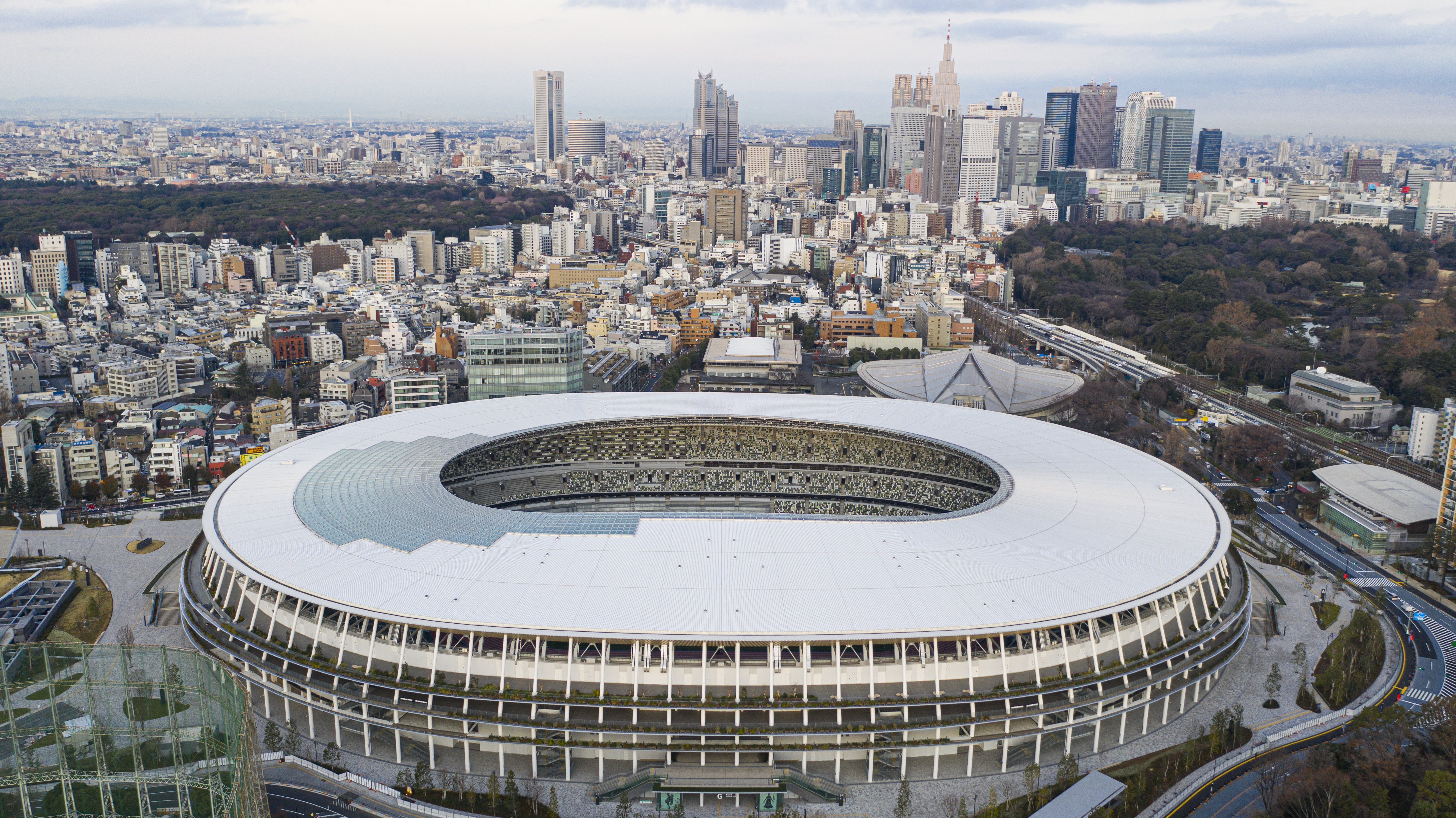
Olympijský stadion v Tokiu vznikl dle návrhu architekta Kengo Kumy

V návaznosti na Letní olympijské hry 2012 v Londýně posuzoval MOV 26 sportů pro olympiádu 2020, ke kterým se později připojily i nové sporty golf a ragby. V rámci tohoto posouzení dne 12. února 2013 MOV hlasoval pro vyřazení zápasu z olympijského programu. Jeden z nejstarších olympijských sportů se tak ocitl v situaci, kdy mu reálně hrozila absence na olympijských hrách 2020. Zápas byl přitom součástí již prvních moderních olympijských her v Aténách v roce 1896 a jeho dějiny sahají až ke starověkým olympijským hrám. Rozhodnutí MOV vyvolalo zásadní změny v Mezinárodní zápasnické federaci následované snahou o znovuzařazení zápasu do programu LOH 2020.
Dne 29. května 2013 bylo oznámeno, které tři sporty byly vybrány do konečného užšího výběru na místo uvolněné zápasem; squash, baseball / softball a zápas. Dalších pět sportů (karate, kolečkové sporty, sportovní lezení, wakeboarding a wushu) bylo vyloučeno z posouzení. Dne 8. září 2013 na 125. zasedání MOV bylo odsouhlaseno, že zápas bude zahrnut do olympijského programu pro olympijské hry 2020 a 2024. Zápas dostal 49 hlasů, zatímco baseball / softball dostal 24 hlasů a squash dostal 22 hlasů.
Díky nové politice MOV může organizační výbor hostitele také navrhnout zařazení sportů do programu her. Toto pravidlo je navrženo tak, aby do programu mohly být přidány sporty, které jsou populární v hostitelské zemi a mohou tak zvýšit zájem místních diváků a médií. Organizační výbor pro olympijské hry 2020 vypsal proto výběrové řízení pro sporty uznané Mezinárodním olympijským výborem. Výběr osmi sportů byl odhalen dne 22. června 2015 a zahrnoval: baseball / softball, bowling, karate, kolečkové sporty, sportovní lezení, squash, surfování a wushu. Dne 28. září 2015 organizátoři předložili MOV užší výběr pěti navrhovaných sportů: baseball / softball, karate, sportovní lezení, surfování a skateboarding. Všech pět navržených sportů bylo schváleno dne 3. srpna 2016 MOV během 129. zasedání MOV v Riu de Janeiru v Brazílii. Jejich schválením se celkový počet sportů na olympijských hrách 2020 zvýšil až na 33; nicméně, tyto sporty byly schválené pouze pro olympijské hry 2020 a některé z těchto sportů se nemusí objevit na Letních olympijských hrách 2024.

### Kalendář soutěží
| UC | Úvodní ceremoniál | ● | Soutěžní den disciplíny | 1 | Finále disciplíny | ZC | Závěrečný ceremoniál |

| Červenec/Srpen          | Červenec/Srpen          | 21. St | 22. Čt | 23. Pá | 24. So | 25. Ne | 26. Po | 27. Út | 28. St | 29. Čt | 30. Pá | 31. So | 1. Ne | 2. Po | 3. Út | 4. St | 5. Čt | 6. Pá | 7. So | 8. Ne | Finále |
| ----------------------- | ----------------------- | ------ | ------ | ------ | ------ | ------ | ------ | ------ | ------ | ------ | ------ | ------ | ----- | ----- | ----- | ----- | ----- | ----- | ----- | ----- | ------ |
| Ceremoniály             | Ceremoniály             |        |        | UC     |        |        |        |        |        |        |        |        |       |       |       |       |       |       |       | ZC    |        |
| Atletika                | Atletika                |        |        |        |        |        |        |        |        |        | 2      | 3      | 5     | 5     | 6     | 5     | 7     | 7     | 7     | 1     | 48     |
| Badminton               | Badminton               |        |        |        | ●      | ●      | ●      | ●      | ●      | ●      | 1      | 1      | 1     | 2     |       |       |       |       |       |       | 5      |
| Baseball                | Baseball                |        |        |        |        |        |        |        | ●      | ●      | ●      | ●      | ●     | ●     | ●     | ●     | ●     |       | 1     |       | 1      |
|                         | Basketbal               |        |        |        |        | ●      | ●      | ●      | ●      | ●      | ●      | ●      | ●     | ●     | ●     | ●     | ●     | ●     | 1     | 1     | 2      |
| Basketbal 3x3           |                         |        |        | ●      | ●      | ●      | 2      |        |        |        |        |        |       |       |       |       |       |       |       | 2     |        |
| Box                     | Box                     |        |        |        | ●      | ●      | ●      | ●      | ●      | ●      | ●      | ●      | ●     |       | 2     | 1     | 1     | 1     | 4     | 4     | 13     |
|                         | Silniční cyklistika     |        |        |        | 1      | 1      |        |        | 2      |        |        |        |       |       |       |       |       |       |       |       | 4      |
| Dráhová cyklistika      |                         |        |        |        |        |        |        |        |        |        |        |        | 1     | 2     | 1     | 2     | 2     | 1     | 3     | 12    |        |
| BMX                     |                         |        |        |        |        |        |        |        | ●      | 2      | ●      | 2      |       |       |       |       |       |       |       | 4     |        |
| Horská kola             |                         |        |        |        |        | 1      | 1      |        |        |        |        |        |       |       |       |       |       |       |       | 2     |        |
| Fotbal                  | Fotbal                  | ●      | ●      |        | ●      | ●      |        | ●      | ●      |        | ●      | ●      |       | ●     | ●     |       | ●     | 1     | 1     |       | 2      |
| Golf                    | Golf                    |        |        |        |        |        |        |        |        | ●      | ●      | ●      | 1     |       |       | ●     | ●     | ●     | 1     |       | 2      |
|                         | Sportovní gymnastika    |        |        |        | ●      | ●      | 1      | 1      | 1      | 1      |        |        | 4     | 4     | 3     | EG    |       |       |       |       | 15     |
| Moderní gymnastika      |                         |        |        |        |        |        |        |        |        |        |        |        |       |       |       |       | ●     | 1     | 1     | 2     |        |
| Skoky na trampolíně     |                         |        |        |        |        |        |        |        |        | 1      | 1      |        |       |       |       |       |       |       |       | 2     |        |
| Házená                  | Házená                  |        |        |        | ●      | ●      | ●      | ●      | ●      | ●      | ●      | ●      | ●     | ●     | ●     | ●     | ●     | ●     | 1     | 1     | 2      |
| Jachting                | Jachting                |        |        |        |        |        | ●      | ●      | ●      | ●      | ●      | ●      | 2     | 2     | 2     | 2     | 2     |       |       |       | 10     |
| Jezdectví               | Jezdectví               |        |        |        | ●      | ●      |        | 1      | 1      |        | ●      | ●      | ●     | 2     | ●     | 1     |       | ●     | 1     |       | 6      |
| Judo                    | Judo                    |        |        |        | 2      | 2      | 2      | 2      | 2      | 2      | 2      | 1      |       |       |       |       |       |       |       |       | 15     |
|                         | Rychlostní kanoistika   |        |        |        |        |        |        |        |        |        |        |        |       | ●     | 4     | ●     | 4     | ●     | 4     |       | 12     |
| Vodní slalom            |                         |        |        |        | ●      | 1      | 1      | ●      | 1      | 1      |        |        |       |       |       |       |       |       |       | 4     |        |
| Karate                  | Karate                  |        |        |        |        |        |        |        |        |        |        |        |       |       |       |       | 3     | 3     | 2     |       | 8      |
| Lukostřelba             | Lukostřelba             |        |        | ●      | 1      | 1      | 1      | ●      | ●      | ●      | 1      | 1      |       |       |       |       |       |       |       |       | 5      |
| Moderní pětiboj         | Moderní pětiboj         |        |        |        |        |        |        |        |        |        |        |        |       |       |       |       | ●     | 1     | 1     |       | 2      |
| Plavání                 | Plavání                 |        |        |        | ●      | 4      | 4      | 4      | 5      | 5      | 4      | 4      | 5     |       |       | 1     | 1     |       |       |       | 37     |
| Plážový volejbal        | Plážový volejbal        |        |        |        | ●      | ●      | ●      | ●      | ●      | ●      | ●      | ●      | ●     | ●     | ●     | ●     | ●     | 1     | 1     |       | 2      |
| Pozemní hokej           | Pozemní hokej           |        |        |        | ●      | ●      | ●      | ●      | ●      | ●      | ●      | ●      | ●     | ●     | ●     | ●     | 1     | 1     |       |       | 2      |
| Ragby                   | Ragby                   |        |        |        |        |        | ●      | ●      | 1      | ●      | ●      | 1      |       |       |       |       |       |       |       |       | 2      |
| Skateboarding           | Skateboarding           |        |        |        |        | 1      | 1      |        |        |        |        |        |       |       |       | 1     | 1     |       |       |       | 4      |
| Skoky do vody           | Skoky do vody           |        |        |        |        | 1      | 1      | 1      | 1      |        | ●      | ●      | 1     | ●     | 1     | ●     | 1     | ●     | 1     |       | 8      |
| Softball                | Softball                | ●      | ●      |        | ●      | ●      | ●      | 1      |        |        |        |        |       |       |       |       |       |       |       |       | 1      |
| Stolní tenis            | Stolní tenis            |        |        |        | ●      | ●      | 1      | ●      | ●      | 1      | 1      |        | ●     | ●     | ●     | ●     | 1     | 1     |       |       | 5      |
| Sportovní lezení        | Sportovní lezení        |        |        |        |        |        |        |        |        |        |        |        |       |       | ●     | ●     | 1     | 1     |       |       | 2      |
| Sportovní střelba       | Sportovní střelba       |        |        |        | 2      | 2      | 2      | 2      | ●      | 2      | 1      | 2      | ●     | 2     |       |       |       |       |       |       | 15     |
| Surfing                 | Surfing                 |        |        |        |        | ●      | ●      | ●      | 2      |        |        |        |       |       |       |       |       |       |       |       | 2      |
| Synchronizované plavání | Synchronizované plavání |        |        |        |        |        |        |        |        |        |        |        |       | ●     | ●     | 1     |       | ●     | 1     |       | 2      |
| Šerm                    | Šerm                    |        |        |        | 2      | 2      | 2      | 1      | 1      | 1      | 1      | 1      | 1     |       |       |       |       |       |       |       | 12     |
| Taekwondo               | Taekwondo               |        |        |        | 2      | 2      | 2      | 2      |        |        |        |        |       |       |       |       |       |       |       |       | 8      |
| Tenis                   | Tenis                   |        |        |        | ●      | ●      | ●      | ●      | ●      | ●      | 1      | 1      | 3     |       |       |       |       |       |       |       | 5      |
| Triatlon                | Triatlon                |        |        |        |        |        | 1      | 1      |        |        |        | 1      |       |       |       |       |       |       |       |       | 3      |
| Veslování               | Veslování               |        |        | ●      | ●      | ●      | ●      | 2      | 4      | 4      | 4      |        |       |       |       |       |       |       |       |       | 14     |
| Vodní pólo              | Vodní pólo              |        |        |        | ●      | ●      | ●      | ●      | ●      | ●      | ●      | ●      | ●     | ●     | ●     | ●     | ●     | ●     | 1     | 1     | 2      |
| Volejbal                | Volejbal                |        |        |        | ●      | ●      | ●      | ●      | ●      | ●      | ●      | ●      | ●     | ●     | ●     | ●     | ●     | ●     | 1     | 1     | 2      |
| Vzpírání                | Vzpírání                |        |        |        | 1      | 2      | 1      | 2      | 1      |        |        | 2      | 1     | 2     | 1     | 1     |       |       |       |       | 14     |
| Zápas                   | Zápas                   |        |        |        |        |        |        |        |        |        |        |        | ●     | 3     | 3     | 3     | 3     | 3     | 3     |       | 18     |
| Celkem disciplín        | Celkem disciplín        |        |        |        | 11     | 18     | 21     | 22     | 23     | 17     | 22     | 19     | 26    | 22    | 24    | 17    | 27    | 23    | 34    | 13    | 339    |
| Kumulativní součet      | Kumulativní součet      |        |        |        | 11     | 29     | 50     | 72     | 95     | 112    | 134    | 153    | 179   | 201   | 225   | 242   | 269   | 292   | 326   | 339   |        |
| Červenec/Srpen          | Červenec/Srpen          | 21. St | 22. Čt | 23. Pá | 24. So | 25. Ne | 26. Po | 27. Út | 28. St | 29. Čt | 30. Pá | 31. So | 1. Ne | 2. Po | 3. Út | 4. St | 5. Čt | 6. Pá | 7. So | 8. Ne | Finále |

## Pořadí národů

Mapa zemí dle zisku medailí:
země alespoň s jednou zlatou medaili
země alespoň s jednou stříbrnou medaili
země alespoň s jednou bronzovou medaili
země bez medaile
země bez účasti na hrách

| Pořadí | Země                         | Zlato | Stříbro | Bronz | Celkem |
| ------ | ---------------------------- | ----- | ------- | ----- | ------ |
| 1.     | Spojené státy americké (USA) | 39    | 41      | 33    | 113    |
| 2.     | Čína (CHN)                   | 38    | 32      | 19    | 89     |
| 3.     | Japonsko (JPN)               | 27    | 14      | 17    | 58     |
| 4.     | Velká Británie (GBR)         | 22    | 20      | 22    | 64     |
| 5.     | Sportovci ROV (ROC)          | 20    | 28      | 23    | 71     |
| 6.     | Austrálie (AUS)              | 17    | 7       | 22    | 46     |
| 7.     | Nizozemsko (NED)             | 10    | 12      | 14    | 36     |
| 8.     | Francie (FRA)                | 10    | 12      | 11    | 33     |
| 9.     | Německo (GER)                | 10    | 11      | 16    | 37     |
| 10.    | Itálie (ITA)                 | 10    | 10      | 20    | 40     |
|        |                              |       |         |       |        |
| 18.    | Česko (CZE)                  | 4     | 4       | 3     | 11     |

## Kritika a kontroverze
Po olympiádě zůstanou dluhy až několik desítek miliard dolarů, rozpočet je 15,4 miliard $, ale japonští vládní auditoři uvedli, že celkové výdaje již přesahují 20 miliard $, což je téměř trojnásobek původního plánu.
Hry se konají v nouzovém stavu kvůli pandemii covidu-19, Tokio zaznamenalo pár dní před zahájením nejvyšší počet pozitivních případů za půl roku a olympiáda se odehrává bez diváků s prázdnými stadiony. Podle průzkumu zveřejněného v květnu 2021, s konáním olympijských her v Tokiu nesouhlasilo 83 procent Japonců.
Jižní Korea se obrátila v září 2019 na Mezinárodní olympijský výbor s požadavkem zákazu japonské vlajky s červeným sluncem a šestnácti paprsky na olympijských hrách v Tokiu. Podle jihokorejských politiků je vlajka pro spoustu Jihokorejců symbolem japonského militarismu a kolonialismu a připomínkou válečné minulosti Japonského císařství.
Japonská vláda se snažila před olympijskými hrami zrekonstruovat města zasažená tsunami a havárií jaderné elektrárny Fukušima, aby Japonsko světu ukázalo, jaký pokrok udělalo s obnovou tohoto regionu. Někteří místní obyvatelé kritizovali pomalou rekonstrukci a v některých oblastech její absenci.
Sexismus a nedostatek žen v politice jsou v Japonsku dlouhodobé téma. Šéf organizačního výboru a bývalý japonský premiér Joširo Mori rezignoval na pozici předsedy výboru v únoru 2021 kvůli jeho sexistickým komentářům o ženách. Vodní slalomářce Galuškové bylo odepřeno při zkoušce slavnostního vyhlášení místo na stupni vítězů.
Tenistky Barbora Krejčíková a Kateřina Siniaková si stěžovaly, že musí nastoupit po vyhraném zápasu na další již za šestnáct hodin.

### Plagiátorství loga

Zrušené logo pro Letní olympijské hry 2020

Logo Théâtra de Liège v Lutychu

Počáteční design pro úřední loga na Letní olympijské hry 2020 a Letní paralympijské hry 2020 byly představeny dne 24. července 2015. Logo připomínalo stylizované "T"; červený kruh v pravém horním rohu představoval tlukoucí srdce, vlajku Japonska a "začlenění světa, ve kterém se každý akceptuje navzájem". Černý sloup uprostřed reprezentoval rozmanitost.
Krátce po odhalení belgický grafik Olivier Debie obvinil organizační výbor z plagiátorství loga určeného pro Théâtre de Liège v Lutychu, který byl kromě kruhu sestavený z téměř identických tvarů. Tokio a organizační výbor popřely, že logo je plagiát a argumentovali, že návrh prošel „dlouhým, rozsáhlým a mezinárodním ověřením“ duševního vlastnictví ještě před tím, než bylo logo schváleno pro použití. Debie podal žalobu na MOV, aby se zabránilo využití nedovoleného loga.
Kenjiro Sano, grafik loga pro Letní olympijské hry 2020, obhajoval návrh s tím, že nikdy neviděl logo Théâtre de Liège v Lutychu, zatímco organizační výbor uvolnil náčrt designu, který zdůraznil stylizované "T" a nepřipomínal logo Théâtre de Liège v Lutychu. Nicméně bylo zjištěno, že Kenjiro Sano se v minulosti dopustil plagiátorství, že vycházel z prací Jana Tschicholda a že bez dovolení použil fotografii v propagačních materiálech pro logo. Dne 1. září 2015, v návaznosti na mimořádné zasedání organizačního výboru, guvernér Tokia Joiči Masuzoe oznámil, že se rozhodl zrušit použití Sanoova loga. Výbor se sešel hned na druhý den, aby se rozhodlo, jak přistupovat k dalšímu novému designu loga.
Dne 24. listopadu 2015 byl založen výbor pro logo za účelem uspořádat otevřenou soutěž na návrh designu loga. Soutěž byla určena pro japonské obyvatelé ve věku nad 18 let, se lhůtou stanovenou na 7. prosinec 2015. Vítěz obdržel 1 000 000 ¥ a vstupenky na slavnostní zahájení Letních olympijských her 2020 a Letních paralympijských her 2020. Dne 8. dubna 2016 zveřejnil organizační výbor návrhy čtyř párů vzorů log pro olympijské a paralympijské hry, kde bude vítěz vybrán hlasováním veřejností. Vítěz byl představen dne 25. dubna 2016 ke konečnému schválení.

### Nový stadion
Po předložení návrhu kandidatury Tokia na olympijské hry 2020 se mluvilo o možné obnově Olympijského stadionu v Tokiu. V roce 2012 bylo nakonec oznámeno, že starý stadion bude zbourán a na jeho místě bude postaven zcela nový. V listopadu tohoto roku byly odhaleny vizualizace nového vzhledu, který navrhla britská architektka Zaha Hadid.
Její návrh byl kritizován zejména pro svou konstrukční náročnost a vysokou odhadovanou cenu. Odhad ceny byl totiž více než 300 miliard jenů, tedy trojnásobek nákladu na Olympijský stadion v Londýně (2012) a více než pětinásobek ceny Olympijského stadionu v Pekingu. Vláda přišla s návrhem snížit požadavky na stadion a postavit ho za 250 miliard jenů. Pro návrh Zahy Hadid se navíc nepodařilo najít dodavatele.
Kvůli problémům s původním návrhem japonský premiér Šinzó Abe v roce 2015 oznámil, že bude vypsána nová soutěž. V nárocích byla snížena kapacita stadionu, bylo upuštěno od zatahovací střechy, klimatizace, sportovního muzea či stezky v oblacích. Došlo k omezení počtu kapacity salonků či parkovišť. Díky tomu se podařilo snížit plochu celého projektu o 13 %. V nové soutěži vyhrál návrh japonského architekta Kengo Kumy. Následně byl odsouhlasen japonskou vládou. Výstavba nového stadionu byla s celkovým zpožděním 14 měsíců zahájena v říjnu 2016. Trvala přes tři roky a byla dokončena v listopadu 2019. Původně se na novém stadionu mělo odehrávat už Mistrovství světa v ragby v roce 2019. Kvůli sporům o projekt a jeho celkovému zpoždění se nakonec tato sportovní událost odehrála na tokijském stadionu Ajinomoto.

### Korupce
Předseda Japonského olympijského výboru Cunekazu Takeda rezignoval na svoji pozici, poté co byl ve Francii obviněn z korupce při volbě dějiště olympijských her 2020.

## Udržitelnost
Kromě technologické vyspělosti by měly být Letní olympijské hry 2020 příkladem v udržitelnosti a ekologii. Na výrobu medailí byl využit recyklovaný elektronický odpad. Stupně vítězů byly vyrobeny z plastového odpadu. Olympijské pochodně vznikly z recyklovaného hliníku použitého v nouzových obydlích po fukušimské havárii a oheň se poprvé v historii zapaloval pomocí vodíku. Sportoviště jsou napájena co nejvíce obnovitelnou energií. Pořadatelé si dali za cíl recyklovat 65 % veškerého odpadu vyprodukovaného během her. Postele pro sportovce byly vyrobeny z papírové lepenky, jsou odolné a zároveň snadno recyklovatelné.